# Fuerzas Democráticas de Guyana
Las Fuerzas Democráticas de Guiana (Forces democratiques de Guyane) es un partido político en el departamento de ultramar francés de Guyana Francesa. El partido tuvo un senador hasta las elecciones de 2008, Georges Othily.
El partido es cercano al partido Izquierda Moderna.